# Tiruvanantapura
Tiruvanantapura (em malaiala:  തിരുവനന്തപുരം, "Tiruvaṉantapuraṁ"), ou ainda Trivandrum, é a capital do estado de Querala, na Índia. É um porto no mar da Arábia, no sul do seu estado. Tem cerca de 942 mil habitantes. Tiruvanantapura é uma cidade de grande importância estratégica na Índia do Sul, com um papel fulcral na logística militar e aviação civil no território indiano. É uma cidade muito antiga, com vestígios arqueológicos do século X a.C..

## Geografia

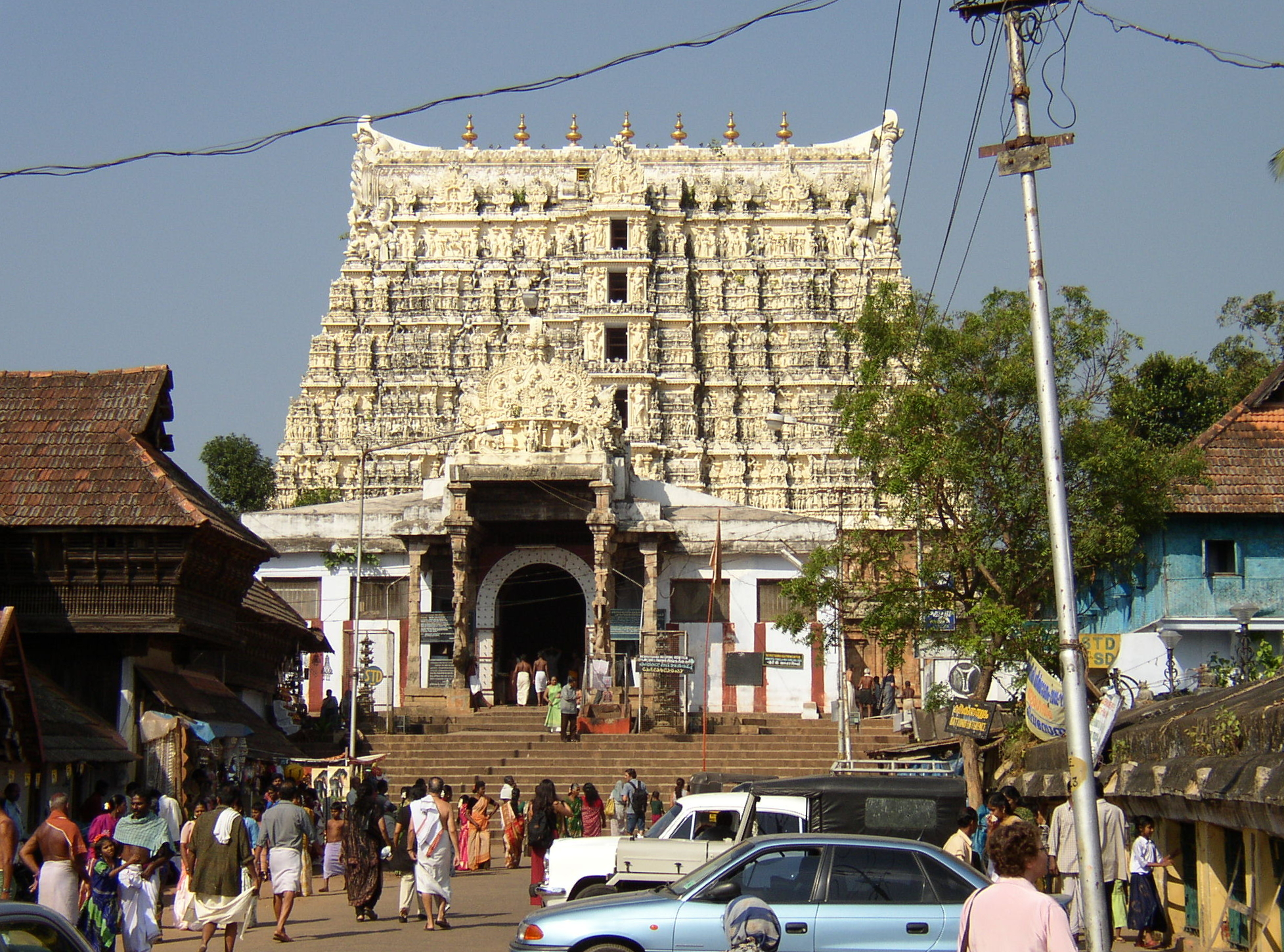
O templo de Seri Padmanabhaswamy, em Tiruvanantapura

Tiruvanantapura está construída sobre colinas junto ao Oceano Índico (8°30'N 76º55'E) na costa oeste, perto do extremo sul do subcontinente indiano. A cidade e os subúrbios cobrem uma área de cerca de 250 km², entre os Gates Ocidentais e o Mar da Arábia. A altitude média é de 5 m.
A zona pode dividir-se em duas regiões geográficas, o centro e as terras baixas. A região inclui colinas baixas e os vales adjacentes aos Gates. As terras baixas compreende as costas, rios e deltas, salpicados de coqueiros. Há lagos de água doce e praias.

### Clima
Tiruvanantapura tem clima tropical e, portanto, não há variação grande entre estações. A média de temperatura máxima é de 34 °C e a temperatura mínima média é de 21 °C. A umidade é alta e chega a 90% durante a temporada das monções. Tiruvanantapura é a primeira cidade ao longo da rota do sudoeste das monções e começa a chover muito em início de Junho. A cidade recebe fortes precipitações de cerca de 1700 mm/ano. A chuva de retrocesso de nordeste das monções passa em Outubro. A estação seca é em geral em Dezembro. De Dezembro a Fevereiro o clima é um pouco mais fresco, e de Março a Maio mais quente.

## Educação
Tiruvanantapura é um importante centro académico. A Universidade de Querala tem aqui a sua sede. A cidade também conta com vários colégios profissionais de engenharia, medicina, ayurveda, homeopatia, direito, etc. A cidade é a capital de estado da Índia com maior taxa de alfabetização e a mais desenvolvida socialmente.